# Badr Benoun
Badr Banoun (Casablanca, 30 settembre 1993) è un calciatore marocchino, difensore del Qatar SC e della nazionale marocchina.

## Caratteristiche tecniche
È un difensore centrale, molto abile anche in fase offensiva. È stato capitano nella stagione 2018-2019 per poi cedere la fascia a Mouhcine Moutouali nella stagione seguente.

## Carriera

### Club
Ha giocato fin da bambino con il Raja Casablanca, nella stagione 2014-2015 è stato mandato in prestito al Renaissance Berkane per poi far ritorno definitivamente nel 2015

### Nazionale
Esordisce in nazionale maggiore il 13 agosto 2017, contro l'Egitto, in un incontro valido per l'accesso alla fase finale del Campionato delle nazioni africane 2018, bagnando l'esordio con una rete; l'incontro finirà 1-1.
Nel novembre del 2022, viene convocato dal CT Walid Regragui per i Mondiali di calcio in Qatar. Qui, gioca tre incontri, tutti da subentrato, con il Marocco capace di concludere il torneo al quarto posto. In seguito al risultato storico ottenuto, nel dicembre successivo Benoun e il resto della rosa marocchina sono stati insigniti dell'Ordine del Trono durante un ricevimento al Palazzo Reale di Rabat.

## Statistiche

### Presenze e reti nei club
Statistiche aggiornate al 25 settembre 2021.
| Stagione               | Squadra                | Campionato             | Campionato | Campionato | Coppe nazionali | Coppe nazionali | Coppe nazionali | Coppe continentali | Coppe continentali | Coppe continentali | Altre coppe | Altre coppe | Altre coppe | Totale | Totale |
| Stagione               | Squadra                | Comp                   | Pres       | Reti       | Comp            | Pres            | Reti            | Comp               | Pres               | Reti               | Comp        | Pres        | Reti        | Pres   | Reti   |
| ---------------------- | ---------------------- | ---------------------- | ---------- | ---------- | --------------- | --------------- | --------------- | ------------------ | ------------------ | ------------------ | ----------- | ----------- | ----------- | ------ | ------ |
| 2013-2014              | Raja Casablanca        | B1                     | 1          | 0          | CT              | 0               | 0               | -                  | -                  | -                  | -           | -           | -           | 1      | 0      |
| 2014-2015              | RS Berkane             | B1                     | 19         | 0          | CT              | 0               | 0               | -                  | -                  | -                  | -           | -           | -           | 19     | 0      |
| 2015-2016              | Raja Casablanca        | B1                     | 23         | 0          | CT              | 2               | 0               | -                  | -                  | -                  | -           | -           | -           | 25     | 0      |
| 2016-2017              | Raja Casablanca        | B1                     | 28         | 0          | CT              | 8               | 0               | -                  | -                  | -                  | -           | -           | -           | 36     | 0      |
| 2017-2018              | Raja Casablanca        | B1                     | 24         | 5          | CT              | 3               | 1               | CC                 | 15                 | 1                  | -           | -           | -           | 42     | 7      |
| 2018-2019              | Raja Casablanca        | B1                     | 20         | 2          | CT              | 1               | 0               | ACC+CC             | 2+9                | 0+2                | SA          | 1           | 1           | 33     | 5      |
| 2019-2020              | Raja Casablanca        | B1                     | 19         | 0          | CT              | 0               | 0               | ACC+CCL            | 4+11               | 0+5                | -           | -           | -           | 34     | 5      |
| Totale Raja Casablanca | Totale Raja Casablanca | Totale Raja Casablanca | 115        | 7          |                 | 14              | 1               |                    | 41                 | 8                  |             | 1           | 1           | 171    | 17     |
| 2020-2021              | Al-Ahly                | PL                     | 20         | 2          | CE+CE           | 1+1             | 0               | CCL                | 13                 | 2                  | SE+SA+Cmc   | 1+1+3       | 0           | 40     | 4      |
| 2021-2022              | Al-Ahly                | PL                     | 0          | 0          | CE              | 0               | 0               | CCL                | 0                  | 0                  | SA+Cmc      | 0           | 0           | 0      | 0      |
| Totale Al-Ahly         | Totale Al-Ahly         | Totale Al-Ahly         | 20         | 2          |                 | 2               | 0               |                    | 13                 | 2                  |             | 5           | 0           | 40     | 4      |
| Totale carriera        | Totale carriera        | Totale carriera        | 154        | 9          |                 | 16              | 1               |                    | 54                 | 10                 |             | 6           | 1           | 230    | 21     |

### Cronologia presenze e reti in nazionale
| Cronologia completa delle presenze e delle reti in nazionale ― Egitto | Cronologia completa delle presenze e delle reti in nazionale ― Egitto | Cronologia completa delle presenze e delle reti in nazionale ― Egitto | Cronologia completa delle presenze e delle reti in nazionale ― Egitto | Cronologia completa delle presenze e delle reti in nazionale ― Egitto | Cronologia completa delle presenze e delle reti in nazionale ― Egitto | Cronologia completa delle presenze e delle reti in nazionale ― Egitto | Cronologia completa delle presenze e delle reti in nazionale ― Egitto |
| Data                                                                  | Città                                                                 | In casa                                                               | Risultato                                                             | Ospiti                                                                | Competizione                                                          | Reti                                                                  | Note                                                                  |
| --------------------------------------------------------------------- | --------------------------------------------------------------------- | --------------------------------------------------------------------- | --------------------------------------------------------------------- | --------------------------------------------------------------------- | --------------------------------------------------------------------- | --------------------------------------------------------------------- | --------------------------------------------------------------------- |
| 13-8-2017                                                             | Alessandria d'Egitto                                                  | Egitto                                                                | 1 – 1                                                                 | Marocco                                                               | Q. Campionato delle Nazioni Africane 2018                             | 1                                                                     |                                                                       |
| 18-8-2017                                                             | Rabat                                                                 | Marocco                                                               | 3 – 1                                                                 | Egitto                                                                | Q. Campionato delle Nazioni Africane 2018                             | -                                                                     |                                                                       |
| 7-10-2017                                                             | Casablanca                                                            | Marocco                                                               | 3 – 0                                                                 | Gabon                                                                 | Qual. Mondiali 2018                                                   | -                                                                     | 81’                                                                   |
| 10-10-2017                                                            | Bienne                                                                | Corea del Sud                                                         | 1 – 3                                                                 | Marocco                                                               | Amichevole                                                            | -                                                                     |                                                                       |
| 13-1-2018                                                             | Casablanca                                                            | Marocco                                                               | 4 – 0                                                                 | Mauritania                                                            | Campionato delle Nazioni Africane 2018 - 1º turno                     | -                                                                     | 87’                                                                   |
| 17-1-2018                                                             | Casablanca                                                            | Marocco                                                               | 3 – 1                                                                 | Guinea                                                                | Campionato delle Nazioni Africane 2018 - 1º turno                     | -                                                                     |                                                                       |
| 27-1-2018                                                             | Casablanca                                                            | Marocco                                                               | 2 – 0                                                                 | Namibia                                                               | Campionato delle Nazioni Africane 2018 - Quarti di finale             | -                                                                     |                                                                       |
| 31-1-2018                                                             | Casablanca                                                            | Marocco                                                               | 3 – 1 dts                                                             | Libia                                                                 | Campionato delle Nazioni Africane 2018 - Semifinale                   | -                                                                     |                                                                       |
| 4-2-2018                                                              | Casablanca                                                            | Marocco                                                               | 4 – 0                                                                 | Nigeria                                                               | Campionato delle Nazioni Africane 2018 - Finale                       | -                                                                     | 77’                                                                   |
| 22-3-2019                                                             | Blantyre                                                              | Malawi                                                                | 0 – 0                                                                 | Marocco                                                               | Qual. Coppa d'Africa 2019                                             | -                                                                     |                                                                       |
| 21-9-2019                                                             | Blida                                                                 | Algeria                                                               | 0 – 0                                                                 | Marocco                                                               | Q. Campionato delle Nazioni Africane 2020                             | -                                                                     |                                                                       |
| 19-10-2019                                                            | Berkane                                                               | Marocco                                                               | 3 – 0                                                                 | Algeria                                                               | Q. Campionato delle Nazioni Africane 2020                             | 1                                                                     |                                                                       |
| 1-12-2021                                                             | Al Wakrah                                                             | Marocco                                                               | 4 – 0                                                                 | Palestina                                                             | Coppa araba FIFA 2021 - 1º turno                                      | 1                                                                     | cap.                                                                  |
| 4-12-2021                                                             | Ar Rayyan                                                             | Giordania                                                             | 0 – 4                                                                 | Marocco                                                               | Coppa araba FIFA 2021 - 1º turno                                      | 1                                                                     | cap.                                                                  |
| 12-12-2021                                                            | Doha                                                                  | Marocco                                                               | 2 – 2 dts (5 – 7 dtr)                                                 | Algeria                                                               | Coppa araba FIFA 2021 - Quarti di finale                              | 1                                                                     | cap. 84’                                                              |
| 6-12-2022                                                             | Al Rayyan                                                             | Marocco                                                               | 0 – 0 dts (3 – 0 dtr)                                                 | Spagna                                                                | Mondiali 2022 - Ottavi di finale                                      | -                                                                     | 120’                                                                  |
| 10-12-2022                                                            | Doha                                                                  | Marocco                                                               | 1 – 0                                                                 | Portogallo                                                            | Mondiali 2022 - Quarti di finale                                      | -                                                                     | 65’                                                                   |
| 17-12-2022                                                            | Doha                                                                  | Croazia                                                               | 2 – 1                                                                 | Marocco                                                               | Mondiali 2022 - Finale 3º posto                                       | -                                                                     | 64’                                                                   |
| Totale                                                                |                                                                       | Presenze                                                              | 18                                                                    |                                                                       | Reti                                                                  | 5                                                                     |                                                                       |

## Palmarès

### Club

#### Competizioni nazionali
- Campionato marocchino: 2

Raja Casablanca: 2012-2013, 2019-2020
- Coppa del Marocco: 1

Raja Casablanca: 2016-2017
- Coppa d'Egitto: 1

Al-Ahly: 2019-2020

#### Competizioni internazionali
- Coppa della Confederazione CAF: 1

Raja Casablanca: 2018
- Supercoppa CAF: 3

Raja Casablanca: 2019
Al-Ahly: 2020, 2021
- CAF Champions League: 1

Al-Ahly: 2020-2021

### Nazionale
- Campionato delle Nazioni Africane: 1

Marocco 2018